# たけべの森公園
たけべの森公園（たけべのもりこうえん）は岡山市北区建部町田地子に所在する公園である。

## 概要・見所
BMXコース、芝生広場（ディスク・ゴルフができる）、パターゴルフコース、レジャープール（波のりプール、スライダー、円形プール）、おもしろ広場（大型遊具）、わくわく工作室、かぶとむしどーむ、オートキャンプ場、ファイヤー場、桜の名木園、藤右衛門桜の小径（枝垂桜の小径）、無料休憩所（授乳室・キッズコーナー）、バーベキューガーデン、桜茶屋、遊歩道、あじさいロード、森林、池などがあり、春の桜やツツジ、初夏のアジサイ、夏のキャンプ、秋の紅葉狩りなど、四季を通じて楽しめる。特に桜は約100種類、1万5千本があり、3月下旬から4月下旬までの長い期間にわたって楽しめる。
園内に、リゾートホテルである「ホテルたけべの森」を有するが、現在営業はしておらず、岡山・建部 医療福祉専門学校の「たけべの森寮」として活用されている。
近隣に「たけべの森ゴルフ倶楽部」もある。

## アクセス

### 公共交通機関
- JR西日本津山線の福渡駅から、タクシーで10分程度。

### マイカー
- 山陽自動車道岡山インターチェンジから車で45分程度。

## 祭事・催事
- たけべの森「はっぽね桜まつり」（毎年4・5月）
- そよご蜂蜜採集会（毎年6月）
- たけべの森公園　★七夕まつり★（毎年7月）
- わくわく夏休み工作教室（毎年8月）